# Poli de guarderia
Poli de guarderia (títol original: Kindergarten Cop) és una pel·lícula estatunidenca dirigida per Ivan Reitman, estrenada l'any 1990. Ha estat doblada al català.

## Argument
Després d'haver detingut el baró de la droga Cullen Crisp, l'inspector John Kimble i la seva nova companya Phoebe O'Hara són enviats en missió a Astoria, Oregon. Han de trobar l'ex-dona de Cullen, Rachel, i el seu fill, amb la finalitat que aquesta testifiqui contra el seu antic marit. Quan Phoebe s'ha d'infiltrar a l'escola, cau malalta i Kimble la reemplaça sobre la marxa per gestionar la classe de maternal. El malson de l'inspector tot just ha començat.

## Repartiment
- Arnold Schwarzenegger: Detectiu John Kimble
- Penelope Ann Miller: Joyce Palmieri/Rachel Crisp
- Pamela Reed: Detectiu Phoebe O'Hara
- Richard Tyson: Cullen Crisp, Sr.
- Carroll Baker: Eleanor Crisp
- Linda Hunt: Miss Schlowski
- Cathy Moriarty: Mare de Sylvester
- Joseph Cousins: Dominic Palmieri/Cullen Crisp, Jr.
- Christian Cousins: Dominic Palmieri/Cullen Crisp, Jr.
- Park Overall: Mare de Samantha
- Jayne Brook: Mare de Zach
- Richard Portnow: Capità Salazar
- Tom Kurlander: Danny
- Alix Koromzay: Cindy
- Betty Lou Henson: Mare de Keisha
- Heidi Swedberg: Mare de Joshua
- Bob Nelson: Henry
- Molly Cleator: Ajudant de Miss Schlowski
- Gene Elman: el jutge
- Susan Burns: la criada
- Tom Dugan: l'advocat de Crisp
- Miko Hughes: Joseph
- Sarah Rosa Karr: Emma
- Ben Diskin: Sylvester
- Adam Wylie: Larry
- Ross Malinger: Harvey

## Al voltant de la pel·lícula
- Bill Murray i Danny DeVito van ser preseleccionats pel paper de John Kimble.[3]
- Penelope Ann Miller i Linda Hunt, que són respectivament la institutriu Joyce Palmer i la directora Miss Schlowski treballaran de nou juntes set anys més tard al film Relic.
- En un moment del film, Kimble convida a sopar a casa seva, la seva amiga institutriu. Quan Kimble es passeja a la casa es veuen coixins de S.O.S Fantasmes. Picada d'ull del part del director que ha dirigit els dos films.
- El film ha estat rodat a la mateixa ciutat que Els Goonies.[3]
- Al film, John Kimble diu que ve d'Àustria i el seu pare va ser policia, coincidint amb la realitat d'Arnold Schwarzenegger.
- És l'un dels films preferits de Schwarzenegger, perquè li va fer recordar el seu paper de papà.
- El 1994, Arnold Schwarzenegger va fer un altre film amb Pamela Reed: Junyr.

## Premis i nominacions

### Premis
- 1991: premi Young Artist al millor actor secundari per Joseph i Christian Cosins
- 1992: premi BMI Film Music per Randy Edelman

## Critica
Poli de guarderia ha trobat una acollida critica regular: el lloc Rotten Tomatoes li atribueix un 50% de parers favorables, basat en 34 comentaris i una nota mitjana de 5.1/10, mentre que el lloc Metacritic, recull un resultat de 61/100, basat en 15 comentaris.
Poli de guarderia troba un important èxit comercial en sales, recaptant 201,9 milions de dòlars mundials, de les quals 91,4 als EUA, permetent així al film, rodat amb un pressupost de 15 milions, ser rendible.